# Мультиметр

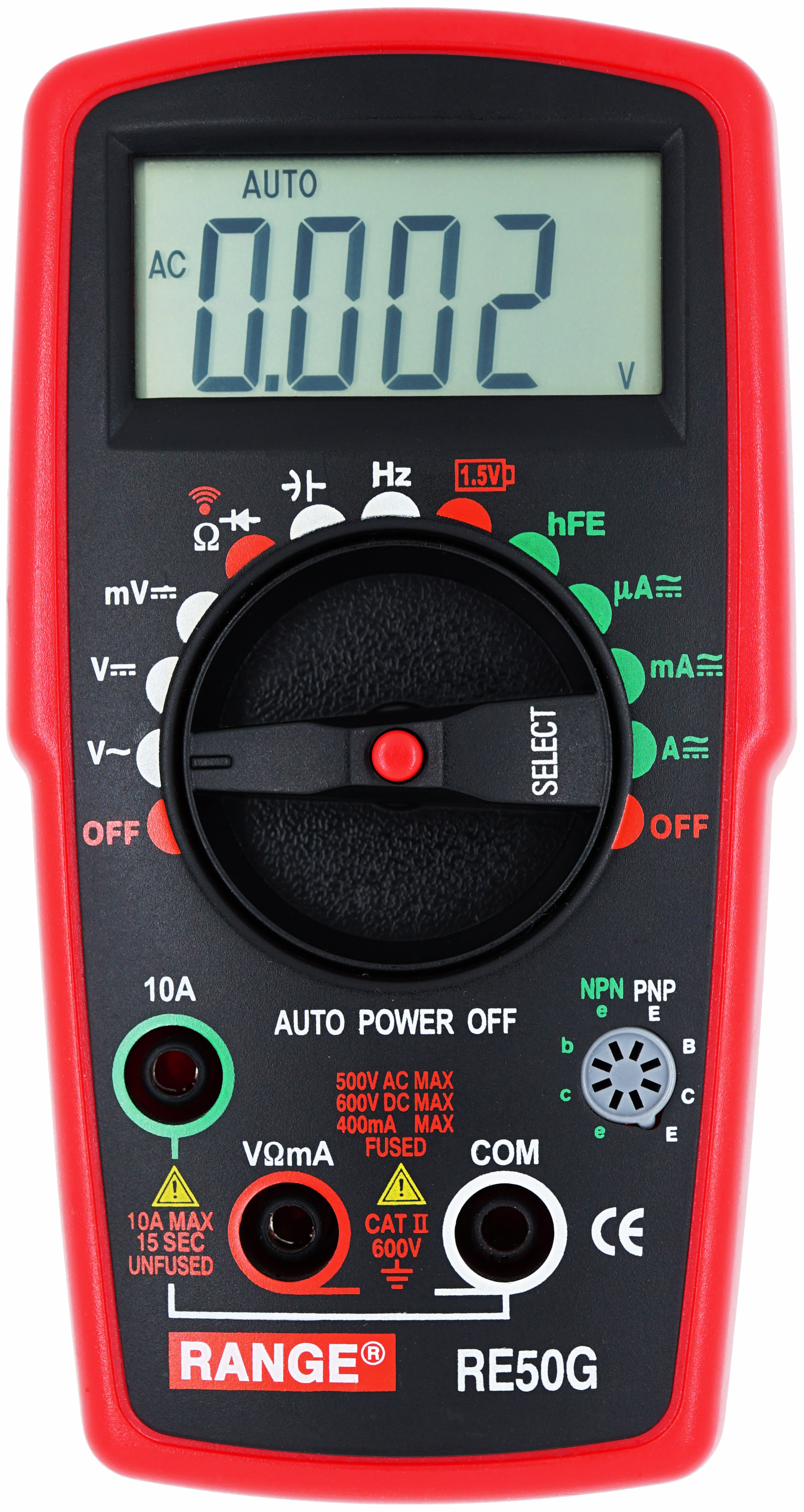
Цифровий мультиметр

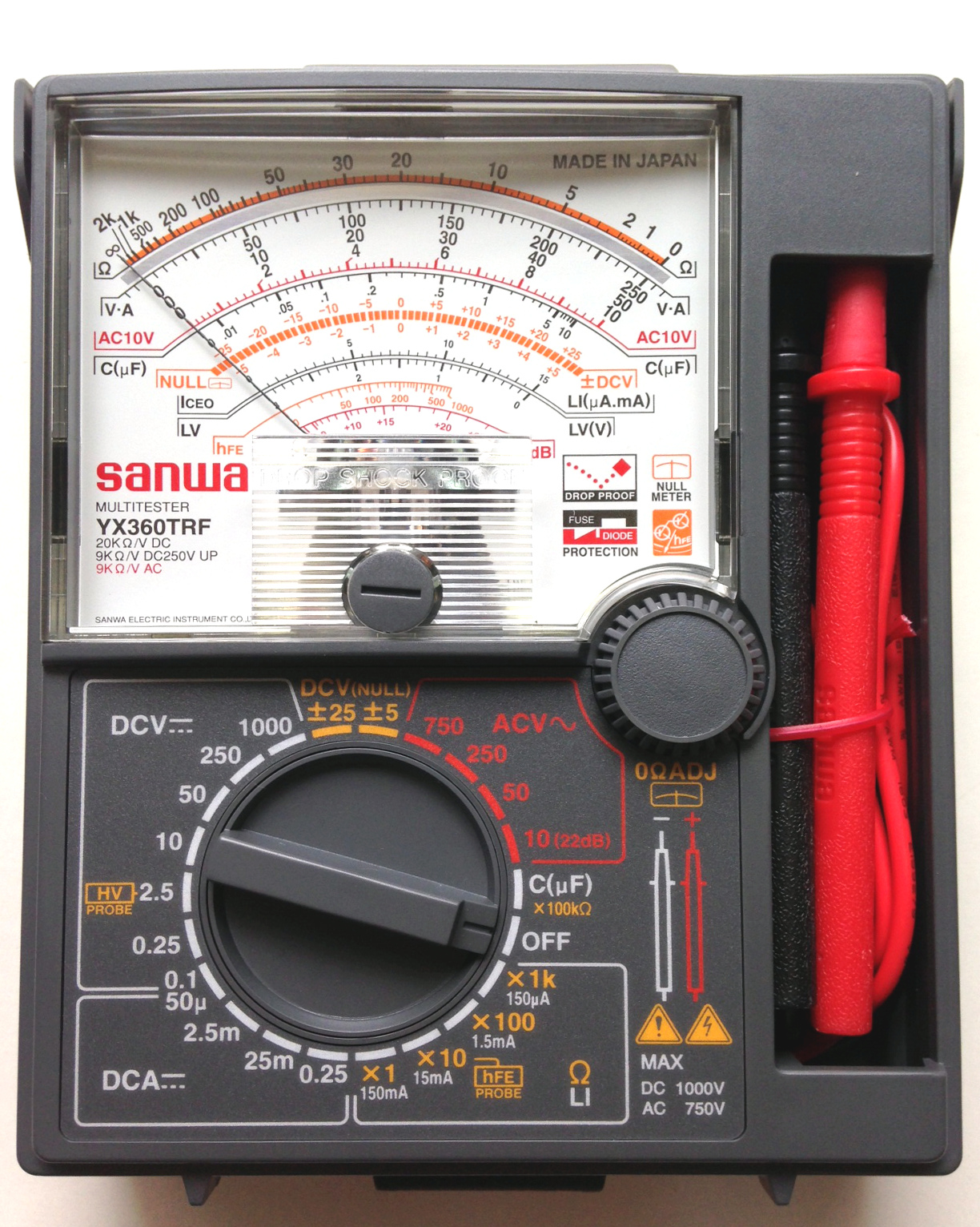
Аналоговий мультиметр

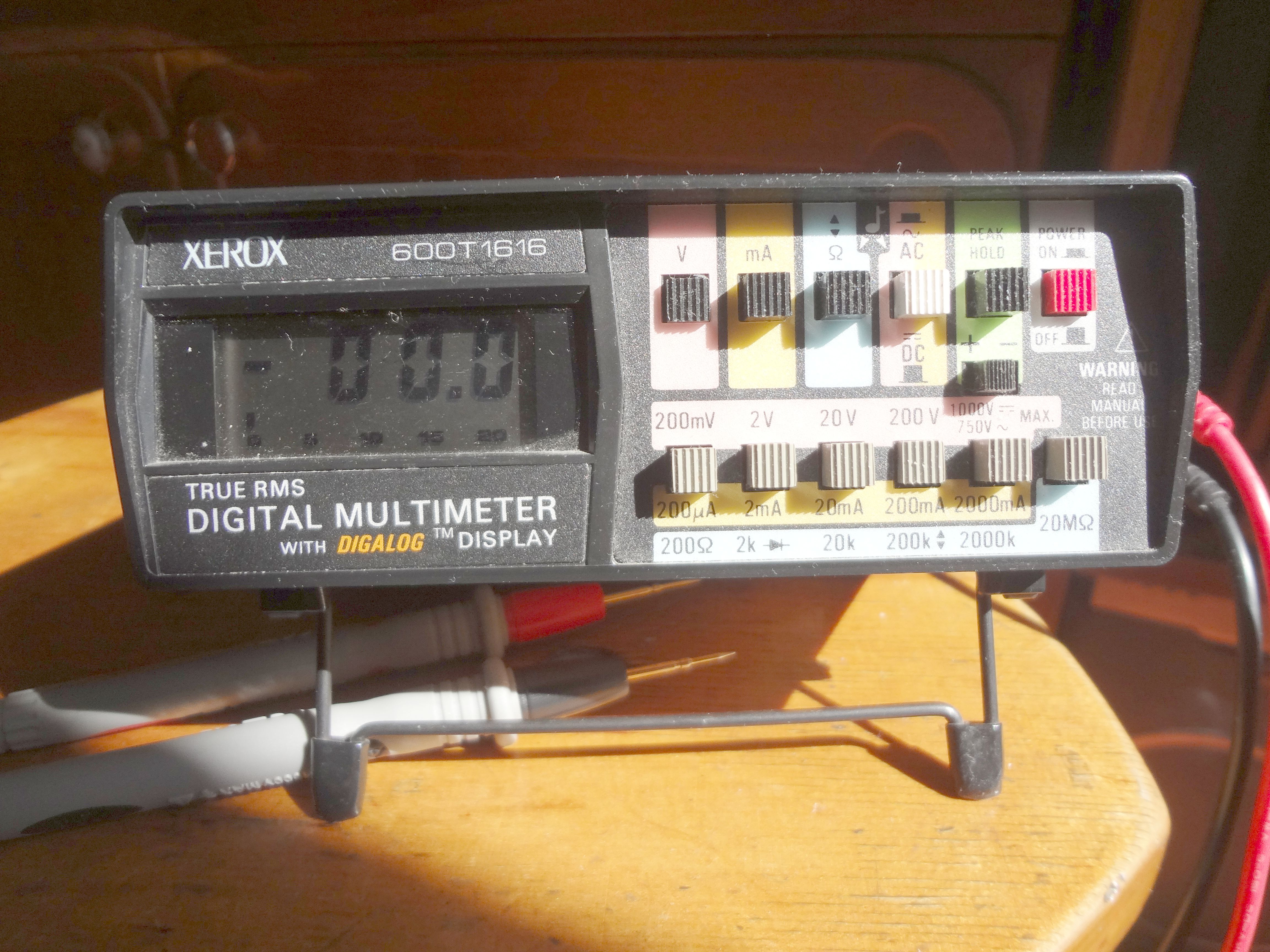
Цифровий мультиметр Xerox 600T1616 (копія Simpson 467) 1990 р.в.TRUE RMS з аналоговою шкалою для відображення швидких змін напруги та струму(bar graph).

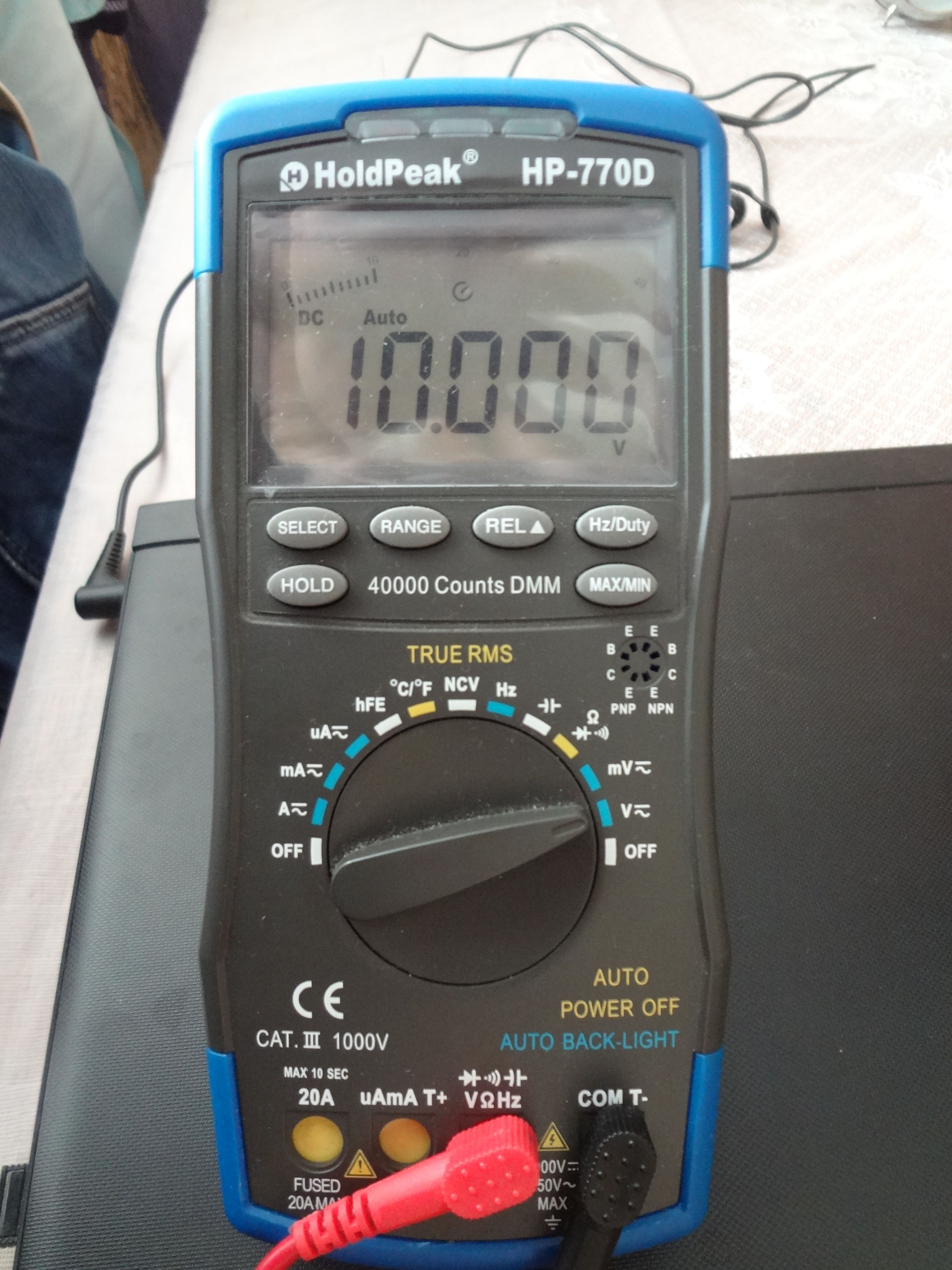
Високоточний автоматичний цифровий TRUE RMS мультиметр Hold Peak HP-770D (40000 відліків)

Мультиме́тр (англ. multimeter), Авоме́тр — електронний вимірювальний прилад, що поєднує в собі декілька функцій вимірювання. Типовий мультиметр охоплює такі основні функції, як вимірювання напруги, струму і опору. Існують цифрові та аналогові мультиметри.
Мультиметр може бути як легким переносним пристроєм для базових вимірювань і пошуку несправностей, так і складним стаціонарним приладом з безліччю можливостей.

## Історія
Першим приладом з рухомою стрілкою, який міг фіксувати струм, був гальванометр у 1820 році. Цей прилад використовував міст Уітсона (вимірювальний міст) для вимірювання опору і напруги, порівнюючи невідому величину з опорною напругою або опором. Такі пристрої були дуже повільними і непрактичним в польових умовах. Ці гальванометри були громіздкими і потребували делікатного поводження.
Мультиметри були винайдені на початку 1920-х, в той час, як радіоприймачі та інші електровакуумні електронні пристрої стали більш поширеними. Винахід першого мультиметра приписують інженеру британського поштового відділення, Дональду Макаді (Donald Macadie), який був незадоволений необхідністю носити багато окремих інструментів, необхідних для підтримки телекомунікаційних схем. Макаді винайшов інструмент, який міг би вимірювати ампери (А), вольти (В) і оми (Ом), цей багатофункціональний вимірювач потім був названий «АВОметром». Перший такий авометр був виставлений на продаж у 1923 році, і багато його особливостей залишилися практично незмінним до останньої восьмої його моделі.

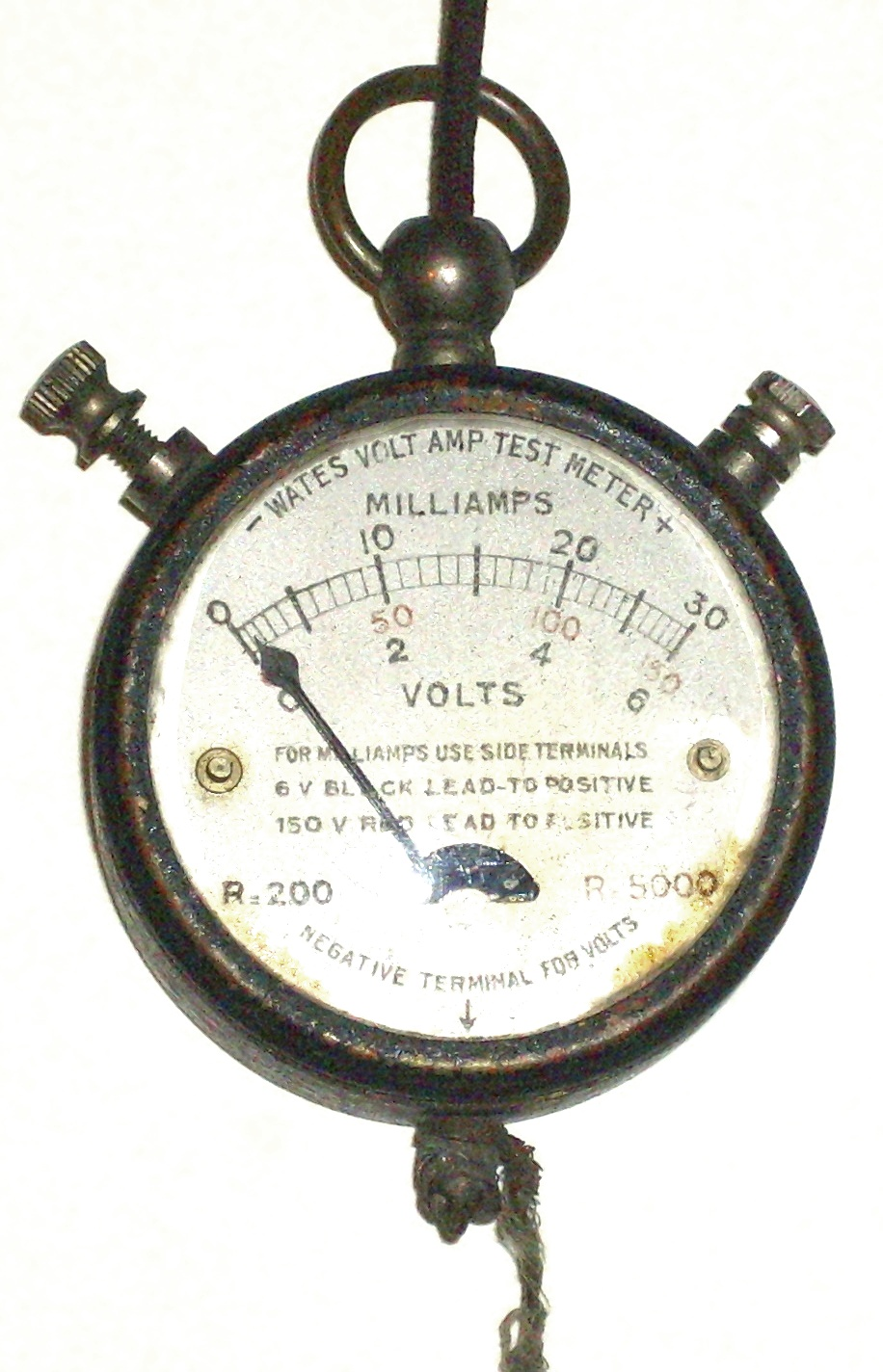
Кишеньковий мультиметр 1920-х років

Кишенькові мультиметри, виконані у  годинниковому стилі, почали широко використовуватися в 1920-х роках і мали меншу вартість, ніж авометри. Металевий корпус був зазвичай підключений до негативного полюса, для запобігання ураження електричним струмом. Технічні характеристики цих пристроїв часто були дуже грубими, наприклад, показаний на рисунку прилад має опір всього 33 Ом на вольт, нелінійну шкалу і не має можливості встановлення нуля.
Електровакуумні вольтметри використовувалися для вимірювання напруги в електронних схемах, де був необхідний високий опір. Такі прилади мали фіксований вхідний імпеданс (1 МОм або більше), зазвичай за допомогою використання вхідного кола катодного повторювача.
До поширення цифрової електроніки, у вольтметрах широко використовувалися біполярні і польові транзистори.
Сучасні мультиметри мають такі додаткові функції, як вимірювання ємності, індуктивності, частоти, температури (з використанням термопари), коефіцієнту підсилення транзисторів тощо. 

## Вимірювальні величини
Сучасні мультиметри здатні вимірювати безліч фізичних величин.
- Основні
  - Вимірювання величини електричного струму (змінного і постійного)
  - Вимірювання напруги між двома точками електричного кола.
  - Вимірювання електричного опору.
- Додаткові
  - Продзвонювання — вимірювання електричного опору зі звуковою (іноді й світловою) сигналізацією (для кола низького опору (менше ніж 50 Ом)).
  - Генерація тестового сигналу найпростішої форми (гармонійної або імпульсної).
  - Тест діодів — перевірка цілісності напівпровідникових діодів і знаходження їх «прямої напруги».
  - Тест транзисторів — перевірка напівпровідникових транзисторів і, як правило, знаходження їх h21е.
  - Вимірювання електричної ємності.
  - Вимірювання індуктивності.
  - Вимірювання температури, із застосуванням зовнішнього датчика (як правило, термопари).
  - Вимірювання частоти гармонійного сигналу.

## Точність
Цифрові мультиметри зазвичай вимірюють з точністю кращою за аналогові пристрої. Типовий аналоговий мультиметр має точність близько ± 3%. Стандартні портативні цифрові мультиметри зазвичай мають точність 0,5% в діапазоні постійного струму. Інструменти лабораторного класу мають точність від декількох мільйонних відсотка.

## Чутливість і вхідний опір
При вимірюванні напруги, вхідний опір вимірювального приладу повинен бути дуже високим порівняно з опором вимірюваного кола, у інакшому випадку опір буде впливати на роботу схеми, і вимірювання буде неточним.
Більшість сучасних мультиметрів, які мають електронні підсилювачі на вході, мають достатньо великий вхідний опір для того, щоб не змінювати роботу більшості схем. Значення цього опору зазвичай складає ~10 МОм. Стандартизація вхідного опору робить можливим використання зовнішніх зондів високого опору, які утворюють дільник напруги і таким чином розширюють діапазон вимірюваної напруги до десятків тисяч вольт.